# Ernst Rüdiger von Starhemberg
Il conte Ernst Rüdiger von Starhemberg (Graz, 12 gennaio 1638 – Vösendorf, 4 gennaio 1701) fu un feldmaresciallo austriaco.
Egli fu dal 1680 comandante militare della città di Vienna e quindi il suo difensore durante il secondo assedio turco (1683), generale imperiale nella quinta guerra austro-turca (1683–1699) e presidente del Consiglio Aulico. Sia il fratello, Maximilian Lorenz von Starhemberg (1640 – 1689), che il cugino Guido von Starhemberg (1657 – 1737), furono militari al servizio dell'impero. Entrambi divennero feldmarescialli ed il secondo fu anche suo aiutante di campo e fu anch'egli, per circa un paio di anni, presidente del Consiglio aulico.

## Biografia
Era il figlio primogenito maschio del conte Konrad Balthasar von Starhemberg e di Anna Elisabetta von Zinzendorf.
Starhemberg fu fin dal 1660 uno dei più esperti comandanti militari austriaci sotto il comando di Raimondo Montecuccoli nelle guerre contro la Francia e contro l'Impero ottomano. 
Come comandante della piazza militare di Vienna aveva a sua disposizione meno di 20000 uomini da opporre ai circa 200000 dell'esercito turco al comando di Kara Mustafa Pascià.
Avendo il 15 luglio 1683 rifiutato la capitolazione della città, egli contava fiduciosamente sia sul prossimo arrivo di un esercito di soccorso dell'imperatore Leopoldo I, che sulle solide mura difensive della città rafforzate considerevolmente fin dai tempi dell'assedio del 1529.
Quando l'esercito del re di Polonia Giovanni III Sobieski giunse ai primi di settembre, Vienna aveva solo più pochi giorni per poter resistere: le sue mura erano state rese pericolanti dalle esplosioni di grosse mine ed i minatori turchi vi avevano scavato sotto numerose gallerie. Il ritardo nella costituzione di un'alleanza austro-polacca con la Baviera e la Sassonia era da ascriversi alla disunione degli stati europei.
Il 12 settembre l'esercito del Sobieski ebbe ragione dei turchi assedianti nella battaglia di Kahlenberg, allontanando così definitivamente il pericolo per Vienna di venir occupata dagli ottomani.
Ernst Rüdiger von Starhemberg ricevette, quale premio per il suo comportamento nella difesa di Vienna, il grado di feldmaresciallo e la dignità di ministro di stato, oltre all'onore del diritto di inserire nel suo stemma la torre di Santo Stefano.
Nel 1684 condusse il primo assedio di Buda ma non ebbe successo. Nel 1692 fu nominato presidente del Consiglio Aulico e divenne responsabile dell'organizzazione delle forze armate austriache. Egli diede corso alla loro ristrutturazione, curando in modo particolare la modernizzazione dell'artiglieria, che sotto il suo comando accrebbe la sua importanza.
La sua tomba si trova nella Schottenkirche in Vienna con un monumento funebre dell'architetto J. E. Fischer von Erlach.

## Matrimoni e discendenza

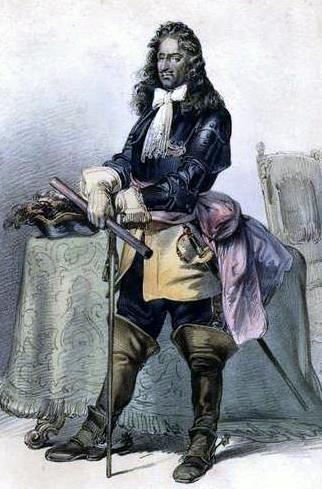
Starhemberg nel 1683

Ernst Rüdiger von Starhemberg si sposò due volte. La sua prima moglie, Helena Dorothea von Starhemberg (Wildberg, 1634 – Vienna, 1688), sposata il 7 dicembre 1658, era una sua lontana parente.
La seconda moglie fu la contessa Maria Giuseppa Jörger zu Tollet (1668 – 12 marzo 1746), sposata a Vienna il 14 maggio 1689.
Da Helena Dorothea Ernst Rüdiger ebbe:
- Reichard ( † 19 agosto 1691)
- Elisabetta Susanna, (1660 – 1683), andata sposa nel settembre 1680 al conte Hieronymus von Thurn-Valsassina (†Görz 3 maggio 1720)
- Heinrich Balthasar († 6 settembre 1686)
- Maria Caterina, (Vienna 1663 – Eien, 2 gennaio 1743), andata sposa il 20 febbraio 1686 al conte Otto Heinrich von Hohenfeld (1645 – 1719)
- Raimund Gundacker Anton Gottfried, nato e deceduto pochi mesi dopo nel 1671
- Maria Gabriella Barbara, (Vienna, 2 dicembre 1673 – Graz, 23 febbraio 1745), andata sposa nel giugno 1692 a Franz Karl von Dünewald e nel 1694 a Maximilian Siegmund von und zu Trauttmansdorff-Weinsberg (Graz, 1668 – ivi, 1732)

Dalla contessa Maria Giuseppa Jörger zu Tollet Ernst Rudiger ebbe:
- Helena Antonia, anadata sposa al barone Karl Ferdinand von Welz
- Maria Antonia, (Vienna, 5 maggio 1692 – ivi, 27 dicembre 1742), andata sposa il 25 novembre 1714 al cugino conte Franz Wolfgang von Starhemberg (Vienna, 1691 – Praga, 5 luglio 1743)
- Maria Anna (1693 – 30 marzo 1694)
- Gabriele (agosto 1696 – 22 aprile 1697)
- Giuseppa (1698 ca. – 4 maggio 1701)